# Запис багрем код извора (Шантаровац)
Запис багрем код извора (Шантаровац) се налази на парцели чији је власник Град Јагодина.

## Локација
| Општина             | Јагодина                                                                    |
| Катастарска општина | Шантаровац                                                                  |
| Потес               | Село                                                                        |
| Координате          | 43° 54′ 31″ С; 21° 09′ 49″ И / 43.908700000000003° С; 21.163699999999999° И |
| Надморска висина    | 266m                                                                        |

## Карактеристике
Дендрометријске вредности утврђене на терену и сателитским снимцима:
| Стабло                     | Багрем |
| Висина стабла              | m      |
| Обим дебла                 | m      |
| Пречник крошње             | 8m     |
| Пречник дебла              | m      |
| Висина дебла до прве гране | m      |

## База записа
Запис је у оквиру Викимедија пројекта "Запис - Свето дрво" заведен под редним бројем 0735.